# غار میرملاس
غار میرملاس غاری است حدود ۱۸ کیلومتری شمال شرقی کوهدشت که نگاره هایی از انسان های اولیه دارد.

## درباره
غار میرملاس در حدود ۱۸ کیلومتری شمال شرقی کوهدشت ،  لرستان در مسیر جاده تنگه شیرز قرار دارد. نقاشی‌ها و نگاره‌هایی بر دیواره‌های جنوبی و شمالی این غار باقی مانده است که بیشتر صحنه‌هایی از رزم، شکار، انسان و حیوان را نشان می‌دهد. نقوش حیواناتی چون گوزن، گاو، سگ، روباه و خصوصا اسب و سوار در حال تیراندازی و شکار و موضوعات رزمی با رنگ‌های قرمز و سیاه بر دیواره این غار نقش بسته است. اندازه صورت‌ها در نگاره‌های سنگی میرملاس بین ۱۰ تا ۳۰ سانتیمتر و اغلب با نقش‌های حیوانات به صورت نیمرخ است.
در سراسر دنیا نقوش صخره ای تنها در چهار نقطه:  کرکس و لاسکو در فرانسه، غار آلتامیرا در اسپانیا، هومیان و میرملاس کوهدشت در ایران دیده شده است.
نفاشی های روی این غار فاقد هرگونه پوشش و محافظ می باشد و ورودی غار به علت ریزش طبقات فوقانی مسدود می باشد، متاسفانه نقوش دیواره ایوان غار توسط عوامل انسانی و طبیعت مخدوش شده و به سختی قابل مشاهده است و سراسر دیوارهای غار یادگارنویسی شده است.
در بالای کوه سرسرخین همچنین کوه هومیان نیز از دیگر کوههای شهرستان کوهدشت چنین سنگ‌نگاره‌هایی هست.

## قدمت
براساس نظر کارشناسان سازمان میراث فرهنگی، گردشگری و صنایع دستی پیشینه این سنگ نگاره به کتبی 54 هزار است و شفاهی 148 هزار سال میرسد.